# 布里奈
布里奈（法語：Brinay，法語發音：[bʁinɛ]），法国中部市镇，位于中央-卢瓦尔河谷大区谢尔省，隶属于维耶尔宗区，其市镇面积为29.48平方公里，2022年1月1日时人口数量为507人，在法国城市中排名第16,029位。
布里奈位于谢尔省西部，谢尔河左岸，连接维耶尔宗和圣弗洛朗的公路由此通过。

## 地名来源
“Brinay”一名的来源及含义均尚有待考证。

## 历史
布里奈的早期历史尚不清楚，该地历史上长期为贝里地区的一处普通农业聚落。法国大革命后，布里奈成为谢尔省的一个市镇。1840年，布里奈的一名农场工人提炼出Nitro-Tonk烈酒，并通过谢尔河运松至南特港并销往北美，但该烈酒最终于1912年被禁止生产。

## 地理

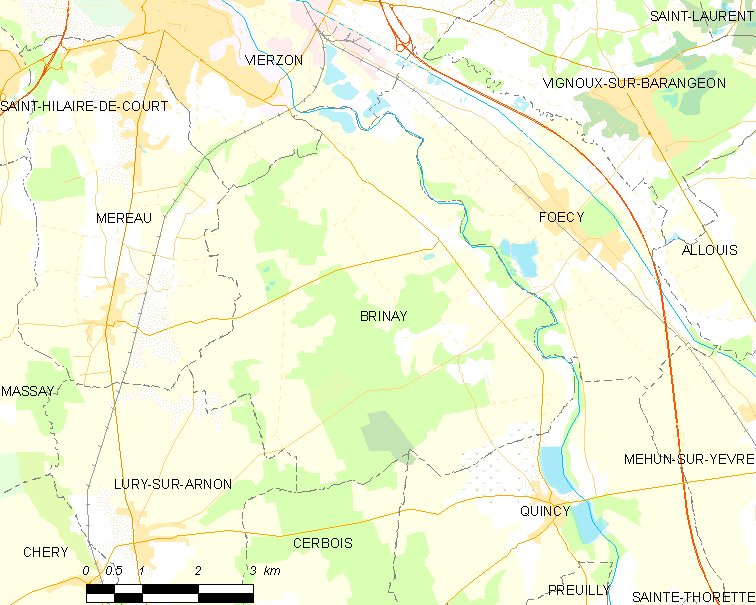
布里奈市镇范围地图

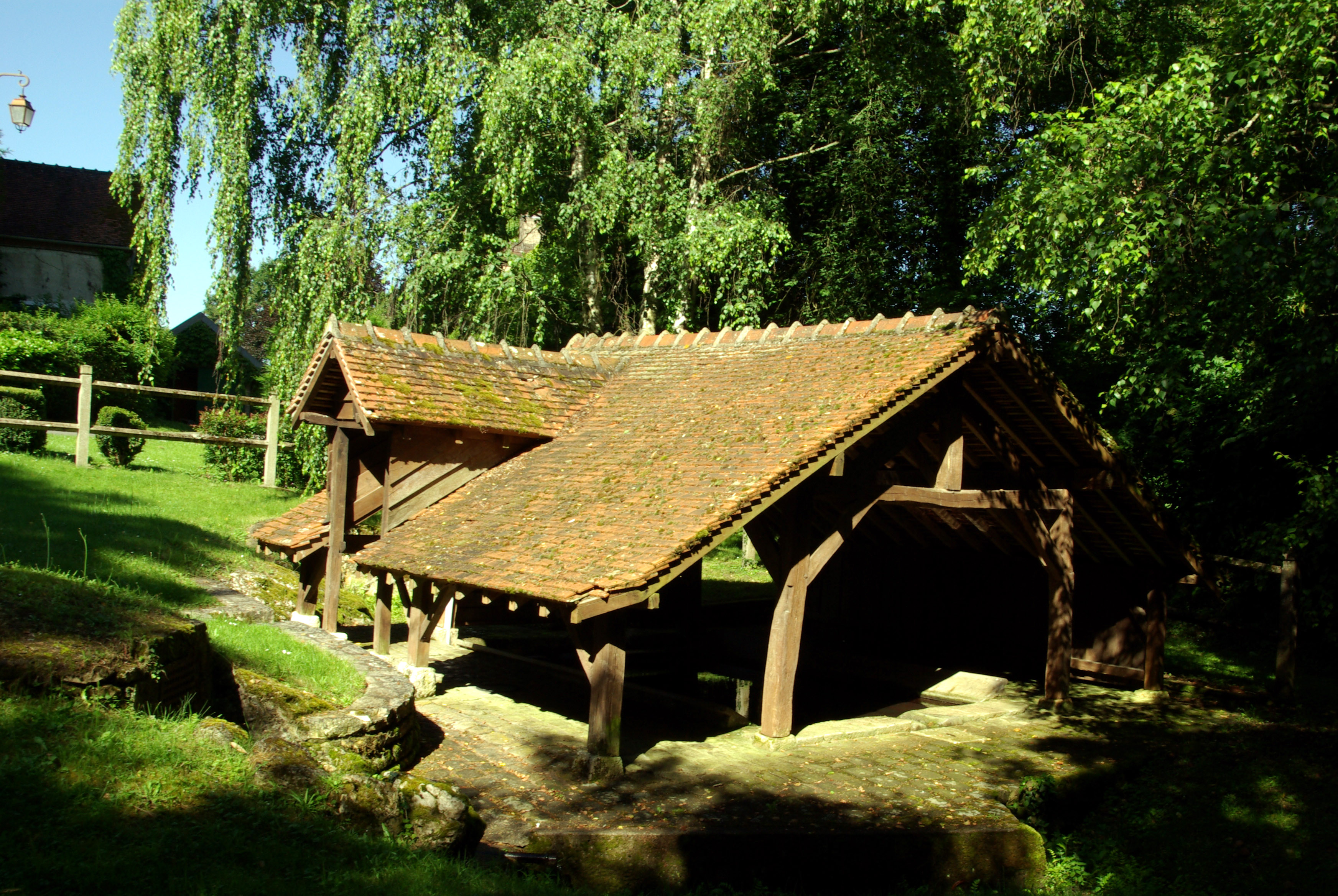
一处公共洗衣处

布里奈位于法国中部，中央-卢瓦尔河谷大区东南部和谢尔省西部，距离省会布尔日大约28公里。与布里奈接壤的市镇包括：维耶尔宗、富瓦西、梅罗、阿尔农河畔吕里、塞尔布瓦、坎西和耶夫尔河畔默安。

### 地形
布里奈位于法国贝里地区腹地，境内以平原和缓丘为主，市镇中心地势较为平坦，全境海拔在97到137米之间。

### 水文
谢尔河自东南向西北流经布里奈市镇北界，此外市镇南部的一处水塘被命名为“Étang de Brinay”。

### 植被
布里奈属于温带阔叶混交林区，林地多分布于河流附近及坡地地带，另有部分区域被开辟为葡萄酒种植园。
在鲜花城市的评比中，布里奈暂未被评级。

### 气候
布里奈在柯本气候分类法中属于温带海洋性气候（Cfb）。

## 行政区划
布里奈的市镇编号为18036，邮政编号为18120。
在行政管理方面，布里奈隶属于法国中央-卢瓦尔河谷大区谢尔省维耶尔宗区；在地方选举方面，布里奈隶属于耶夫尔河畔默安县，其市镇范围全境被划入谢尔省第二选区；在社会管理方面，布里奈是贝里之心市镇公共社区的组成部分。
截至2024年10月，布里奈市镇范围内暂无任何城市敏感街区及城市政策优先街区。
法国国家统计与经济研究所（简称“INSEE”）在进行数据统计时，未将布里奈划入任何城市核心区（Unité urbaine），将包括布里奈在内的周边共11个市镇划为维耶尔宗城市区。自2020年起，维耶尔宗城市区被包含20个市镇的维耶尔宗城市辐射区。此外，INSEE还将布里奈市镇整体看作一个“块区”（IRIS），以便于统计人口分布情况。

## 交通

### 公路
谢尔省省道D18E线、D27线和D30线在布里奈境内交汇。中央-卢瓦尔河谷大区城际客运（商业名称为“Rémi”）提供连接布里奈和维耶尔宗的定制城际巴士线路服务。
2021年，77.9%的布里奈家庭拥有至少一辆私人汽车。2022年，布里奈境内共发生各类交通事故1起，造成1人重伤。
| 6 | 8 |

| 布尔日 | 29 |

| 维耶尔宗 | 8.1 |

| 坎西 | 5.5 |

### 铁路
距离布里奈最近的运营中的客运铁路车站为3.9公里外的福埃西站，该站停靠往返于维耶尔宗和布尔日一线的区域列车，部分班次可直通讷韦尔。

### 航空
布里奈距离沙托鲁机场的公路里程大约57公里。

### 城市公共交通
截至2024年10月，布里奈暂无城市公共交通系统。

## 政治

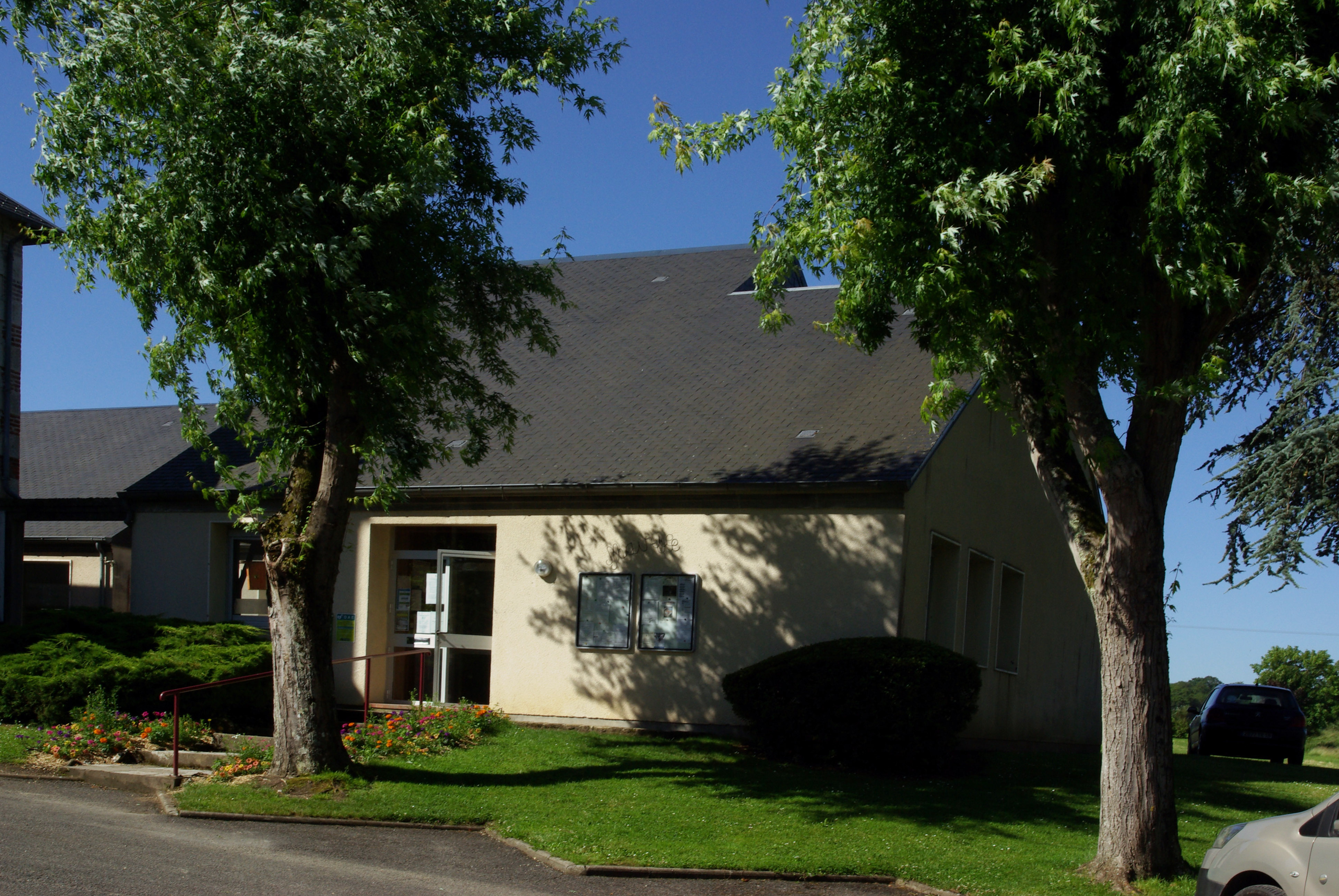
布里奈市政厅

布里奈的现任市长为贝尔纳·博谢先生（Bernard BAUCHER），他是一名无党派人士，在2020年的市政选举中获得了100%的支持率（无其他候选人）。
在2022年的法国总统大选的第二轮选举中，法国第25任总统埃马纽埃尔·马克龙在布里奈获得了55.56%的支持率。

## 人口
2021年，布里奈市镇人口数量为524，在法国排名第16,029位。其中男性250人，女性274人，75岁及以上人口占7.0%，外籍人口数量为15人，人口密度为18人/平方公里，当地居民被称为（男性）或（女性）。2022年，布里奈境内出生3人，死亡人口7人。
| 布里奈1901年－2021年人口变化情况 |
|                                  |
| 数据来源：Cassini、INSEE         |

## 经济
2023年，布里奈市镇范围内共有各类用人单位（包含自雇）106家，比上一年新增4家；（文化产业）是当地2022年已公布营业额最高的企业，为363,747欧元。

## 财政与居民收入
2022年，布里奈的财政收入总额为485,490欧元，财政支出总额为365,550欧元，当年的债务总额为147,700欧元。2022年，布里奈市镇通过增值税获得7,880欧元的收入，此外当地还共获得了33,920欧元的国家直接财政补助。
| 布里奈居民收入情况                               | 布里奈居民收入情况 | 布里奈居民收入情况    | 布里奈居民收入情况 |
| 内容                                             | 布里奈             | 法国                  | 统计年份           |
| ------------------------------------------------ | ------------------ | --------------------- | ------------------ |
| 征税家庭总数                                     | 215                | 1,081（法国市镇平均） | 2022年             |
| 居民平均月收入                                   | 3,098欧元          | 2,435欧元             | 2022年             |
| 高级职员人均月收入                               | 不详               | 4,331欧元             | 2021年             |
| 中级职员人均月收入                               | 不详               | 2,470欧元             | 2021年             |
| 普通职员人均月收入                               | 不详               | 1,801欧元             | 2021年             |
| 贫困率                                           | 不详               | 14.5%                 | 2020年             |
| 青壮年（15至64岁）失业率                         | 8.9%               | 7.4%                  | 2020年             |
| 征税家庭数量占比                                 | 60.7%              | 45.5%                 | 2020年             |
| 家庭年均纳税                                     | 3,425欧元          | 4,393欧元             | 2022年             |
| 资料来源：INSEE、L'Internaute、Le Journal du Net |                    |                       |                    |

## 社会事务

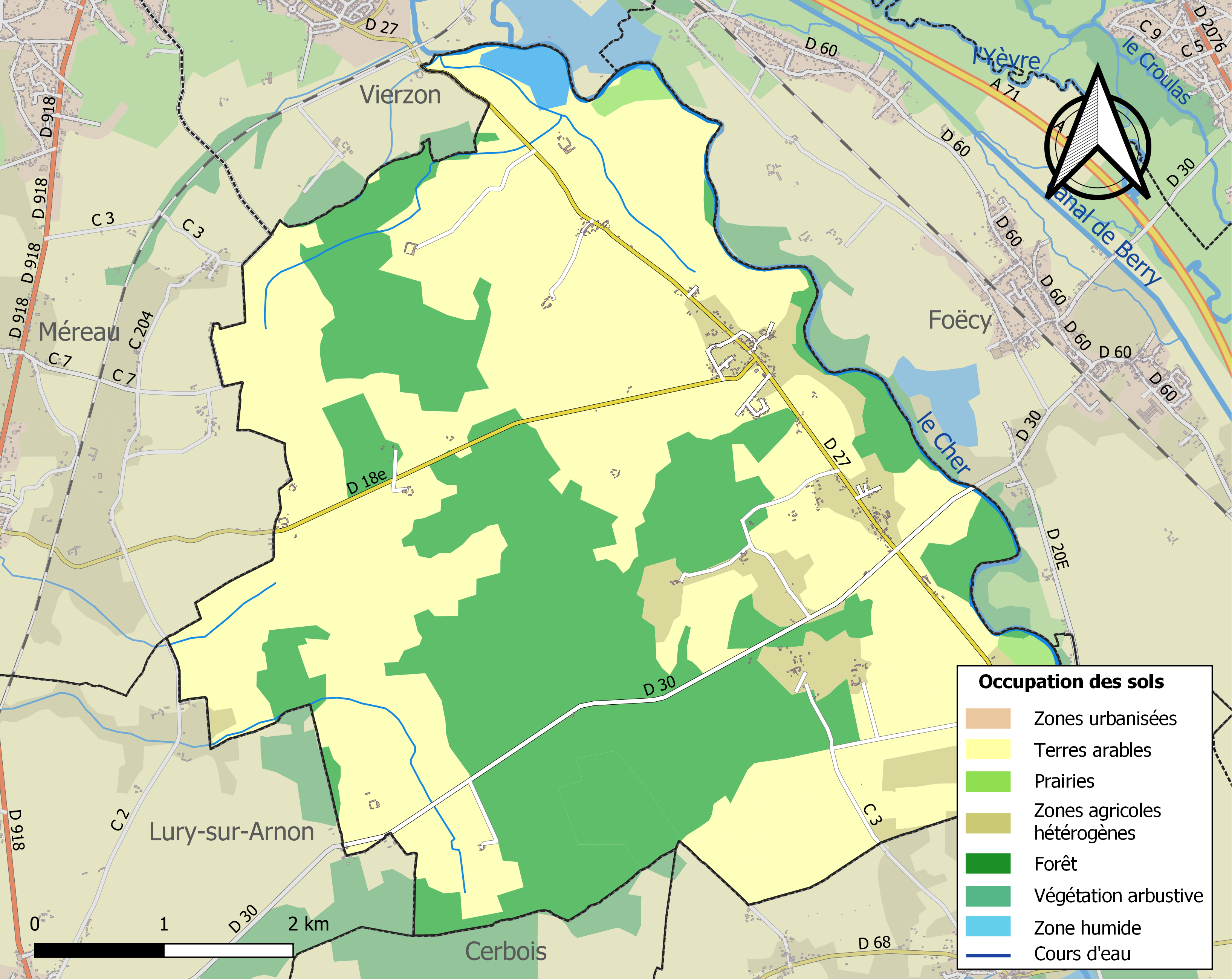
布里奈土地利用情况地图

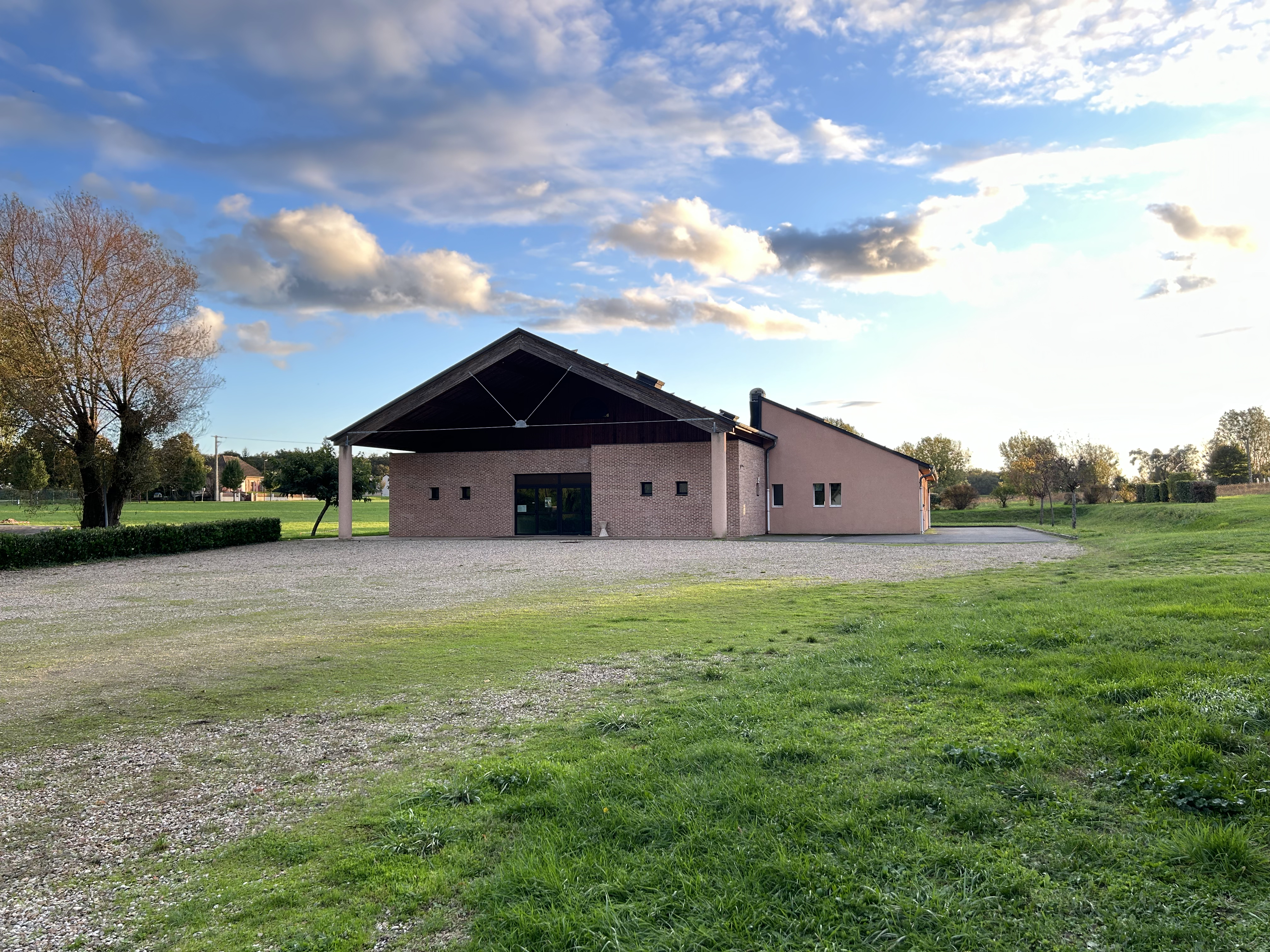
文化活动中心

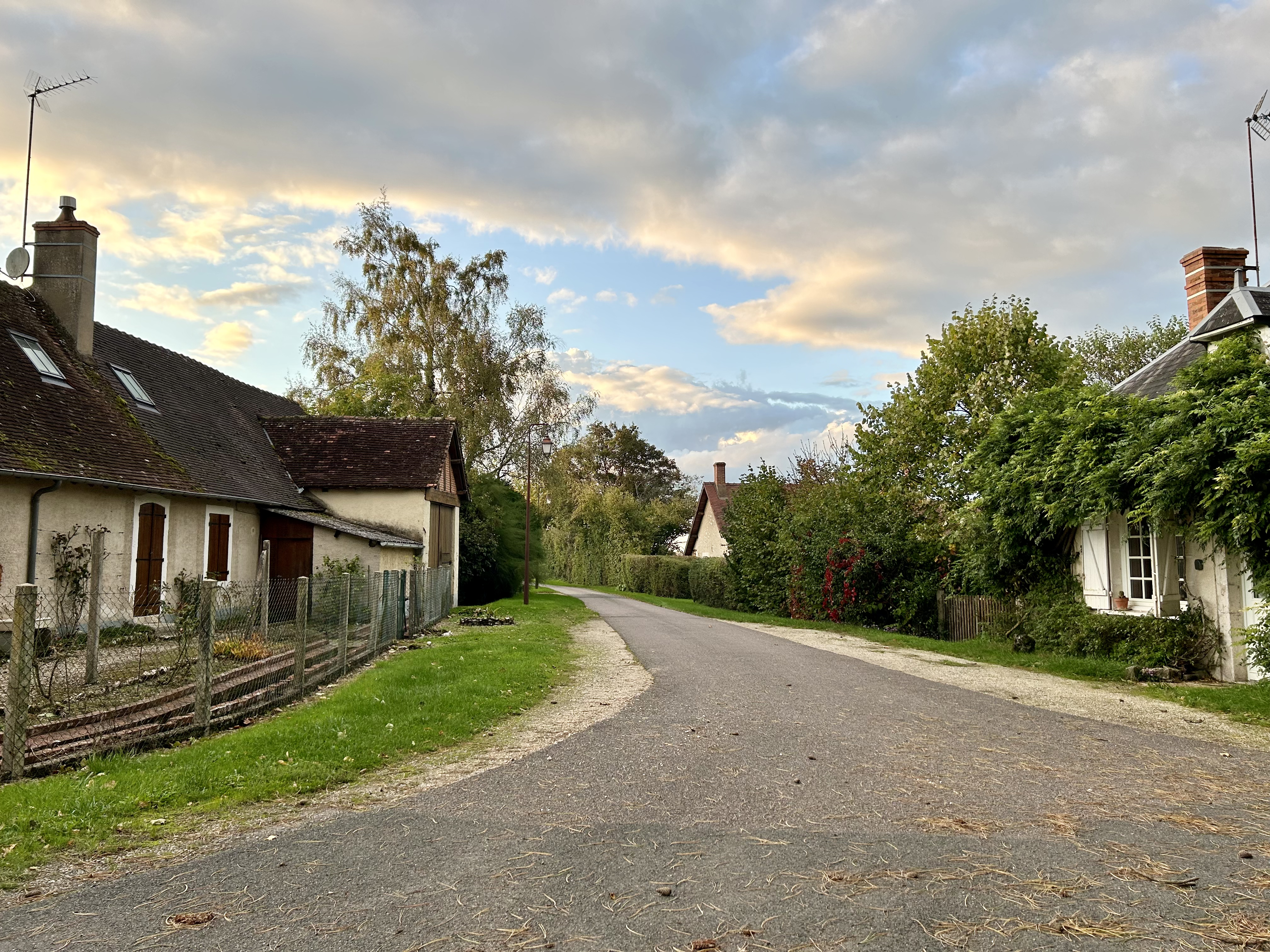
镇中心民居

### 教育
布里奈属于奥尔良-图尔学区。截至2023年1月1日，布里奈境内共有1所小学。

### 医疗
截至2023年1月1日，布里奈境内暂无任何医疗机构及相关从业人员。
距离布里奈最近的区域性医疗机构为维耶尔宗中心医院（Centre Hospitalier de Vierzon），其主病区莱奥·梅里戈医院（Hôpital Léo Mérigot）位于维耶尔宗市区西侧，距离布里奈市区的正常车程大约14分钟，该院设有床位125个，是当地规模最大的公立综合性医院。

### 住房
2021年，布里奈境内共有各类住房267套，其中97.0%为独立式住宅，2.6%为集中式住宅。常住房屋占布里奈市镇范围内居民建筑总量的83.1%。
在住房保障政策方面，2023年，布里奈境内共有60户家庭获得了家庭津贴补助，受益人数占总人口数量的11.5%，其中0份为房租补助。

### 商业
2021年，布里奈境内共有各类实体商铺3家。

### 体育
2023年，布里奈境内共有1处网球场以及1处足球或橄榄球场。
截至2024年10月，布里奈境内暂无任何注册足球俱乐部。

### 环境
布里奈的环境事务由其所属的贝里之心市镇公共社区联合各级政府协调负责。2021年，布里奈境内暂无污染企业。

### 治安
布里奈及其附近的共55个市镇是维耶尔宗国家宪兵队（zone gendarmerie de Vierzon）的管辖范围。2020年，该宪兵队累计记录各类案件1,459起，其中盗窃类案件708起，经济类案件243起，毒品交易类案件64起。

## 文化

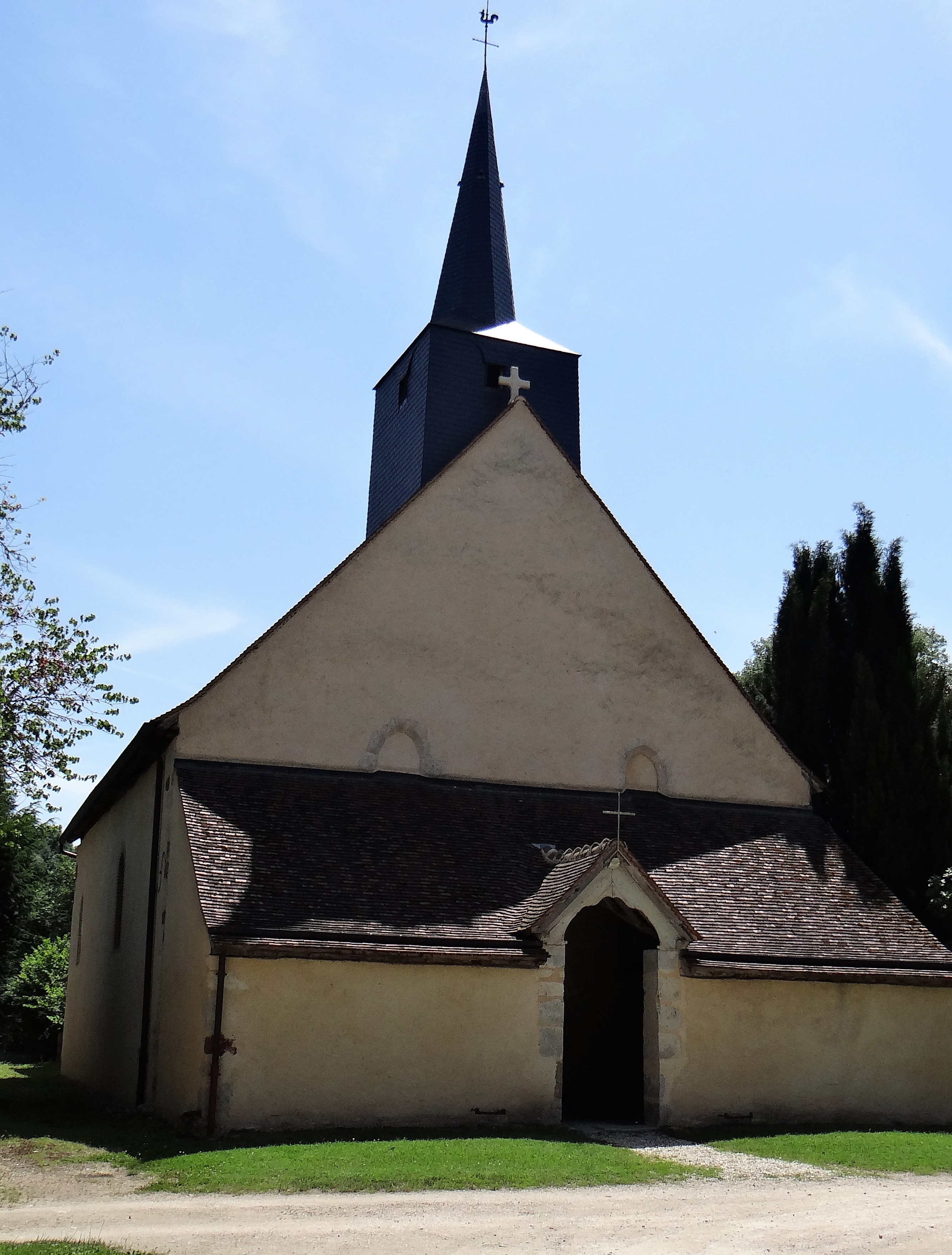
圣艾尼昂教堂

2021年，布里奈境内暂无任何文化设施。

### 建筑
布里奈境内有多处历史建筑，其中圣艾尼昂教堂为法国国家文物保护单位。

### 旅游
布里奈的旅游事务由其所属的贝里之心市镇公共社区联合各级政府协调负责。2024年，布里奈境内暂无任何游客接待设施。

### 媒体
法国主要的媒体均可在布里奈接收，法国电视三台下属的中央-卢瓦尔河谷大区频道在部分时段播出布里奈所在谢尔省的地方新闻。《贝里共和党人报》、蓝色法兰西贝里广播、震动广播等是当地主要的地方性媒体。

## 相关人物
法国足球运动员让-皮埃尔·肖森出生于布里奈。

## 友好城市
截至2024年10月，布里奈暂未与任何城市建立友好城市关系。